# Papillaria capillicuspis
Papillaria capillicuspis är en bladmossart som beskrevs av C. Müller 1901. Papillaria capillicuspis ingår i släktet Papillaria och familjen Meteoriaceae. Inga underarter finns listade i Catalogue of Life.